# فرودگاه کریگ–موفات

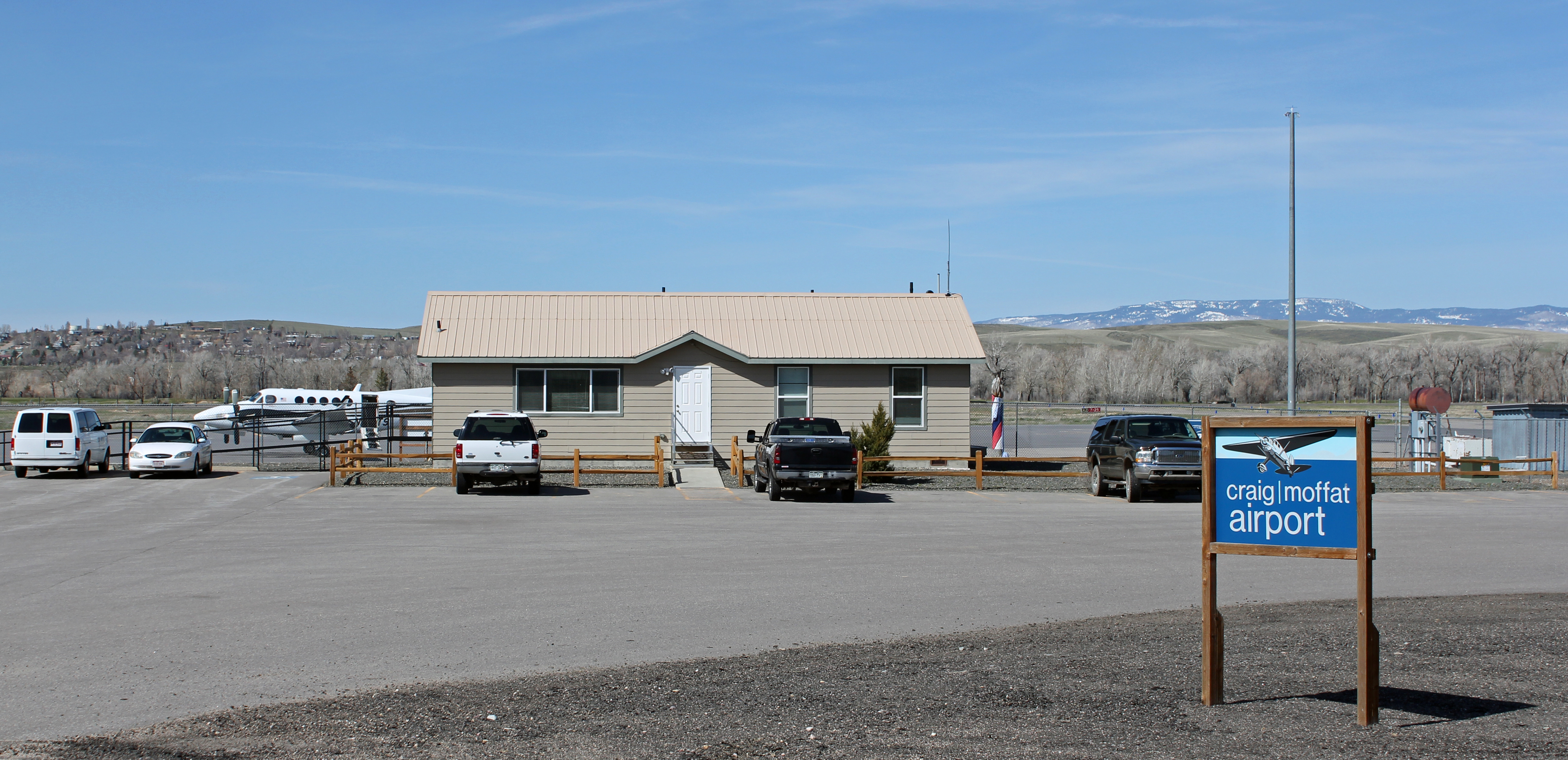

فرودگاه کریگ-موفات (به انگلیسی: Craig-Moffat Airport) یک فرودگاه همگانی بهره‌برداری هوایی با کد یاتا CIG است که یک باند فرود آسفالت دارد و طول باند آن ۱۷۰۷ متر است. این فرودگاه در کشور ایالات متحده آمریکا قرار دارد و در ارتفاع ۱۸۸۸ متری از سطح دریا واقع شده‌است.